# NGC 2880
NGC 2880 (другие обозначения — UGC 5051, MCG 10-14-15, ZWG 312.11, PGC 26939) — линзовидная галактика в созвездии Большой Медведицы. Открыта Уильямом Гершелем в 1791 году.
Галактика обладает довольно выраженным классическим балджем, который обеспечивает 46% светимости галактики. Её бар ориентирован вдоль малой оси диска. Во внешних областях, начиная с 25 секунд дуги от центра галактики, наблюдается избыток красного показателя цвета.
Этот объект входит в число перечисленных в оригинальной редакции «Нового общего каталога».
Галактика NGC 2880 входит в состав группы галактик NGC 2805. Помимо NGC 2880 в группу также входят NGC 2805, NGC 2814, NGC 2820, IC 2458 и UGCA 442.